# Мацейовізна (Вармінсько-Мазурське воєводство)
Мацейовізна (пол. Maciejowizna) — село в Польщі, у гміні Пасленк Ельблонзького повіту Вармінсько-Мазурського воєводства.
У 1975-1998 роках село належало до Ельблонзького воєводства.